# Von Konow
von Konow (uttalas [fån'ko:nåv]) är en svensk och finländsk adlig ätt som ursprungligen kommer från Brandenburg. Äldste kände bärare av namnet var riddaren Gercke de Konowe, omtalad 1295. Troligen tillhörde Albrekt av Mecklenburgs mångårige kansler, Albertus de Konow (omtalad 1369–1380) släkten. Äldste säkerställde släktmedlemmen var staden Lübecks hövitsman Abel von Konow (Ebel Konouwe, omtalad 1391–1404). Väpnaren Philip von Konows sonson Albrecht von Konow var 1601–1603 var page hos Karl IX överflyttade 1631 till Sverige och blev ståthållare för de Gyllenhielmska domänerna i Ingermanland.
Sönerna till Gustav Adolf von Konow, överstelöjtnant vid Nylands infanteriregemente, naturaliserades för faderns förtjänster den 13 september 1772 och introducerades i Sveriges Riddarhus, sannolikt den 9 maj 1776, under nr 2080.
Ätten von Kunow kom till Finland i början av 1700-talet. Ätten immatrikulerades i Finland den 28 januari 1818 under nummer 151.
Originalsköldebrevet har förstörts, men en avskrift finns i riddarhusarkivet.

## Personer med namnet von Konow
- Agnes von Konow (1868–1944), finländsk djurskyddsaktivist
- Carl Johan von Konow (1773–1855), finländsk militär
- Greta von Konow (1902–1999), finländsk operasångerska
- Jan von Konow (1922–2016), svensk förläggare, heraldiker och museiman
- Jurgen von Konow (1915–1959), svensk grafiker och målare
- Margareta von Konow (1897–1999), svensk journalist, redaktör, författare och kvinnosakskvinna
- Ossian von Konow (1934–2011), finländsk arkitekt och stadsplanerare
- Seth von Konow (1854–1944), svensk sjömilitär
- Ulf von Konow (1882–1960), svensk advokat
- Walter von Konow (1866–1943), finländsk museiman